# Desmopterella sylvatica
Desmopterella sylvatica är en insektsart som först beskrevs av Xavier Montrouzier 1855.  Desmopterella sylvatica ingår i släktet Desmopterella och familjen Pyrgomorphidae. Inga underarter finns listade i Catalogue of Life.